# Edmund Evans
Edmund Evans, né à Southwark (Londres) le 23 février 1826 et mort à Ventnor (Île de Wight) le 21 août 1905 , est un graveur sur bois et un imprimeur britannique notable de l'ère Victorienne. Evans s'est spécialisé dans l'impression entièrement en couleurs, développant une forme d'impression au bloc de bois (chromoxylographie (en)). Il devient un incontournable de son domaine au milieu du XIXe siècle.
Il a collaboré avec des personnes telles Walter Crane, Randolph Caldecott, Kate Greenaway et Richard Doyle pour réaliser ce qui est devenu des classiques de littérature d'enfance et de jeunesse.

## Biographie

### Jeunesse et formation

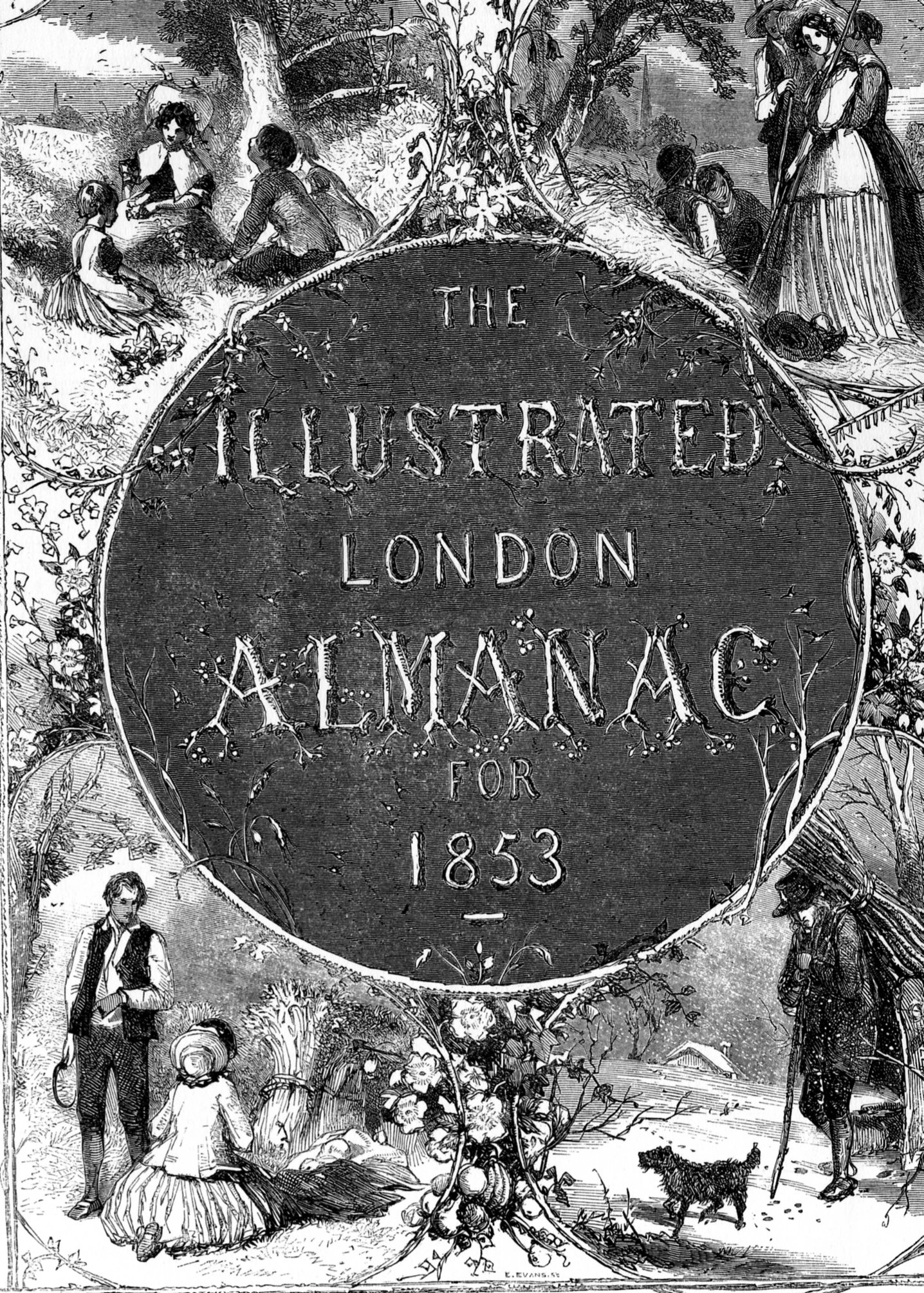

Evans naît à Southwark, Londres, le 23 février 1826. Il est l'enfant d'Henry et Mary Evans. Il fréquente l'école à Jamaica Row, où il prend plaisir aux mathématiques. Il exprime plus tard qu'il aurait aimé apprendre le latin. En 1839, à l'âge de 13 ans, il est « garçon de lecture » (reading boy) à l'imprimerie de Samuel Bentley à Londres. Lors des longues journées à l'imprimerie, il est fasciné par le processus. Bentley remarque son talent et le réassigne comme apprenti de Ebenezer Landells (en).

### Carrière
Après avoir terminé son apprentissage, Evans s'est mis à son compte. Au début des années 1850, il s'est fait une réputation en tant qu'imprimeur de couvertures pour un type de romans bon marché connus sous le nom de yellow-backs (en).
Au début des années 1860, il a commencé à imprimer des livres de jouets (en) pour enfants et des livres d'images en association avec l'imprimerie Routledge and Warne. Son intention était de produire des livres pour enfants qui soient beaux et bon marché. Pendant trois décennies, il a produit plusieurs volumes par an, d'abord illustrés par Crane, puis par Caldecott et Greenaway.
Evans a utilisé une technique d'impression sur bois connue sous le nom de chromoxylographie (en), qui était principalement utilisée pour les livres en série peu coûteux et les livres pour enfants nécessitant peu de couleurs, afin de maximiser les profits. Cependant, la chromoxylographie permet de produire une variété de teintes et de tons en mélangeant les couleurs (en). Le processus était compliqué et nécessitait une gravure complexe pour obtenir les meilleurs résultats. Evans avait le souci du détail et utilisait une presse manuelle et jusqu'à une douzaine de blocs de couleur pour une seule image. Il est devenu le principal graveur sur bois et imprimeur en couleur de Grande-Bretagne au cours de la seconde moitié du XIXe siècle.